# Oekotoxzentrum

Logo

Das Oekotoxzentrum (voller Name: Schweizerisches Zentrum für angewandte Ökotoxikologie Eawag-EPFL) ist ein Kompetenzzentrum für Ökotoxikologie mit Sitz in Dübendorf bei Zürich und in Lausanne. Es ist der Eawag sowie der EPF Lausanne angegliedert.
Das Zentrum wurde 2008 aufgrund einer später in ein Postulat umgewandelten Motion von Maya Graf im Auftrag des Bundesrats sowie der Bundesversammlung gegründet. Es sollte die Lücke, die nach der Schliessung des 1974 gegründeten Instituts für Toxikologie in Schwerzenbach im Jahr 2001 entstanden war, schliessen.
Der Grundauftrag besteht darin, als unabhängiges Kompetenzzentrum und primäre Anlaufstelle und Drehscheibe für Forschung und Entwicklung sowie Weiterbildung und Dienstleistung für angewandte, praxisnahe Ökotoxikologie in den Bereichen Wasser, Sediment und Boden zu wirken.

## Themen
Das Institut befasst sich schwerpunktmässig mit folgenden Themen:
- Aquatische Ökotoxikologie
- Bodenökotoxikologie
- Sedimentökotoxikologie
- Risikobewertung

## Expertenservice
Das Institut hat als Ziel, die Nutzbarkeit von Forschungsergebnissen für die Praxis durch Wissens- und Technologietransfer zu fördern. So bietet es zur ökotoxikologischen Bewertung von Umweltproben Untersuchungen mit verschiedenen praxisnahen Biotests (aquatische, terrestrische und Sediment-Testsysteme) an. Weiter werden Qualitätskriterien auf Basis der ökotoxikologischen Effektdaten anhand von Risikobewertungsmodellen abgeleitet. Mitarbeitende sind in zahlreiche Gremien vertreten. Das Oekotoxzentrum bietet praxisnahe Aus- und Weiterbildungen im Bereich Ökotoxikologie an und stellt das Wissen zu bestimmten Bereichen in Infoblättern zusammen.

## Leitung
- 2008–2009: Almut Gerhardt
- 2010–2019: Inge Werner
- seit September 2019: Benoît Ferrari (bis Juni 2021 ad interim)[6][7]